# Capitosaurus
Capitosaurus — вимерлий рід темноспондилів, що існував за пізнього тріасу. Типовий рід родини Capitosauridae.

## Історія
Capitosaurus arenaceus засновано на передній частині черепа з ладинських-карнійських порід Бенку, Байройт. З часів опису Мюнстером 1836-го року до першої половини 20 століття було виділено чимало видів капітозавра. Валідність роду, однак, ставили під сумнів на початку століття. Так, Уотсон (1919) вважав його голотип недіагностичним, нехай назвав родину, що об‘єднує його з Cyclotosaurus Capitosauridae. Йекель (1922) запропонував застосовувати назву Capitosaurus тільки до типового виду, решту відносячи до нового роду Parotosaurus. Welles & Cosgriff (1965) на тривалий час поставили крапку в диспуті, оголосивши Capitosaurus arenaceus nomen vanum на підставі того, що голотип не зберігає задньої частини черепа й визначити, чи закриті його вушні отвори (характеристика, що довго мала значення ключової в таксономії капітозаврів, нехай наразі такою здебільшого не вважається). Kamphausen (1990) вказав, що Мюнстер (1836) описував зразок коли потилична частина ще була присутня, й що череп мав закриті вушні отвори (вочевидь, частину зразка було втрачено невдовзі, оскільки Браун (1840) вже зображував його в стані подібному до теперішнього). Це залишилось невідомим дослідникам, що не знали німецької мови, й навіть Бройлі (1915) не згадував про це. Kamphausen (1990), Damiani (2001) і Schoch (2008) погоджувалися, що капітозавр має близькі зв‘язки з циклотозавром (точка зору, якої також трималися багато авторів давніших праць). Шох вважав капітозавра валідним таксоном, що має близькі зв‘язки з (фактично, є можливою проміжною ланкою між) Kupferzellia й Cyclotosaurus.